# Jake Gosling (calciatore)
Jake Gosling (Oxford, 20 ottobre 1993) è un calciatore gibilterriano, centrocampista svincolato.

## Carriera

### Nazionale
Esordisce con la Nazionale di Gibilterra il 26 maggio 2014 nell'amichevole pareggiata 1-1 contro l'Estonia.

## Statistiche

### Cronologia presenze e reti in nazionale
| Cronologia completa delle presenze e delle reti in nazionale ― Gibilterra | Cronologia completa delle presenze e delle reti in nazionale ― Gibilterra | Cronologia completa delle presenze e delle reti in nazionale ― Gibilterra | Cronologia completa delle presenze e delle reti in nazionale ― Gibilterra | Cronologia completa delle presenze e delle reti in nazionale ― Gibilterra | Cronologia completa delle presenze e delle reti in nazionale ― Gibilterra | Cronologia completa delle presenze e delle reti in nazionale ― Gibilterra | Cronologia completa delle presenze e delle reti in nazionale ― Gibilterra |
| Data                                                                      | Città                                                                     | In casa                                                                   | Risultato                                                                 | Ospiti                                                                    | Competizione                                                              | Reti                                                                      | Note                                                                      |
| ------------------------------------------------------------------------- | ------------------------------------------------------------------------- | ------------------------------------------------------------------------- | ------------------------------------------------------------------------- | ------------------------------------------------------------------------- | ------------------------------------------------------------------------- | ------------------------------------------------------------------------- | ------------------------------------------------------------------------- |
| 26-05-2014                                                                | Tallinn                                                                   | Estonia                                                                   | 1 – 1                                                                     | Gibilterra                                                                | Amichevole                                                                | 1                                                                         |                                                                           |
| 4-6-2014                                                                  | Faro                                                                      | Gibilterra                                                                | 1 – 0                                                                     | Malta                                                                     | Amichevole                                                                | -                                                                         | 59’                                                                       |
| 7-9-2014                                                                  | Faro                                                                      | Gibilterra                                                                | 0 – 7                                                                     | Polonia                                                                   | Qual. Euro 2016                                                           | -                                                                         | 46’                                                                       |
| 11-10-2014                                                                | Dublino                                                                   | Irlanda                                                                   | 7 – 0                                                                     | Gibilterra                                                                | Qual. Euro 2016                                                           | -                                                                         |                                                                           |
| 14-10-2014                                                                | Faro                                                                      | Gibilterra                                                                | 0 – 3                                                                     | Georgia                                                                   | Qual. Euro 2016                                                           | -                                                                         | 76’                                                                       |
| 29-3-2015                                                                 | Glasgow                                                                   | Scozia                                                                    | 6 – 1                                                                     | Gibilterra                                                                | Qual. Euro 2016                                                           | -                                                                         | 73’                                                                       |
| 7-6-2015                                                                  | Varaždin                                                                  | Croazia                                                                   | 4 – 0                                                                     | Gibilterra                                                                | Amichevole                                                                | -                                                                         | 78’                                                                       |
| 13-6-2015                                                                 | Faro                                                                      | Gibilterra                                                                | 0 – 7                                                                     | Germania                                                                  | Qual. Euro 2016                                                           | -                                                                         |                                                                           |
| 4-9-2015                                                                  | Faro                                                                      | Gibilterra                                                                | 0 – 4                                                                     | Irlanda                                                                   | Qual. Euro 2016                                                           | -                                                                         | 61’                                                                       |
| 7-9-2015                                                                  | Varsavia                                                                  | Polonia                                                                   | 8 – 1                                                                     | Gibilterra                                                                | Qual. Euro 2016                                                           | 1                                                                         |                                                                           |
| 8-10-2015                                                                 | Tbilisi                                                                   | Georgia                                                                   | 4 – 0                                                                     | Gibilterra                                                                | Qual. Euro 2016                                                           | -                                                                         |                                                                           |
| 25-3-2018                                                                 | Gibilterra                                                                | Gibilterra                                                                | 1 – 0                                                                     | Lettonia                                                                  | Amichevole                                                                | -                                                                         | 90+2’                                                                     |
| Totale                                                                    |                                                                           | Presenze                                                                  | 12                                                                        |                                                                           | Reti                                                                      | 2                                                                         |                                                                           |